# Éléonore d'Aragon (1402-1445)
Pour les articles homonymes, voir Éléonore d'Aragon.
 (novembre 2019).
Si vous disposez d'ouvrages ou d'articles de référence ou si vous connaissez des sites web de qualité traitant du thème abordé ici, merci de compléter l'article en donnant les références utiles à sa vérifiabilité et en les liant à la section « Notes et références ».
Aliénor ou Éléonore d'Aragon, née en 1402 et morte en 1445 est la fille du roi Ferdinand Ier d'Aragon et d'Éléonore d'Albuquerque. Elle devient reine consort de Portugal en 1428, par son mariage avec Édouard Ier.

## Biographie
Le père d'Éléonore, fils cadet du roi Jean Ier de Castille, est roi d'Aragon, comte de Barcelone, de Besalú, de Pallars Jussà, de Roussillon, de Cerdagne et d'Empúries, roi de Valence, roi de Majorque, roi de Sardaigne et titulaire de Corse, roi de Sicile, comte d'Urgell et vicomte d'Àger ; il meurt quand elle a 14 ans. Elle a pour frères et sœur aînés le roi d'Aragon Alphonse V, la reine de Castille et le roi de Navarre. Sa mère arrange son mariage avec le futur roi Edouard Ier de Portugal, qui a lieu le 22 septembre 1428. 
En 1433, elle devient reine du Portugal, le jour de la mort de l'aîné de ses enfants, Jean. Elle ne joue aucun rôle politique et devient rapidement impopulaire. 
À la mort de son mari le 9 septembre 1438 de la peste, son fils Alphonse étant encore mineur, elle est désignée comme régente de Portugal conformément au testament du roi et avec l'accord des Cortes portugais. Toutefois, son manque d'expérience, sa mauvaise santé et ses origines aragonaises lui valent d'être rejetée par la population, qui lui préfère l'infant Pierre, duc de Coimbra : une émeute est matée à Lisbonne par Jean, comte de Barcelone, futur roi Jean II d'Aragon, frère de la reine, et Éléonore peut également compter sur le soutien de la noblesse locale. Le duc de Coimbra, quant à lui, est soutenu par une partie de cette noblesse et par le pape. Des négociations sont entreprises et un compromis est trouvé au bout de plusieurs mois, malgré l'interférence du comte de Barcelos, qui soutient la reine mais surtout ses propres intérêts, et de l'archevêque de Lisbonne, qui soutient Pierre.
C'est pendant cette période qu'elle met au monde sa fille posthume, Jeanne, future reine de Castille, en mars 1439, et que l'aînée, Philippa, meurt de la tuberculose.
Les Cortes finissent par désigner Pierre comme seul régent. Il donne plus tard sa fille Isabelle en mariage au jeune roi. Éléonore continue de conspirer mais tombe gravement malade et est contrainte à l'exil en décembre 1440. Elle meurt à Tolède après une longue maladie respiratoire, en février 1445. Elle est enterrée à Batalha, au Portugal.
De son union avec Edouard Ier naissent neuf enfants, dont cinq parviennent à l'âge adulte (aucun ne dépasse toutefois les 50 ans) :
- Jean de Portugal (1429-1433), connétable de Portugal
- Philippa de Portugal (1430-1439)
- Marie de Portugal (1432-1432)
- Alphonse V de Portugal (1432-1481)
- Ferdinand de Portugal (1433-1470), duc de Viseu, qui épouse Béatrice de Portugal en 1452
- Éléonore de Portugal (1434-1467), qui épouse l'empereur Frédéric III en 1452
- Édouard de Portugal (1435-1435)
- Catherine de Portugal (1436-1463) qui entre dans les ordres
- Jeanne de Portugal (1438-1475) qui épouse Henri IV de Castille en 1455